# Serra de Boïgues
La Serra de Boïgues és una serra situada al municipi de Castelló de Farfanya (Noguera), amb una elevació màxima de 542,7 metres.